# 我在未来等你
《我在未来等你》（英語：Waiting For You In The Future），2019年中国大陸偶像剧。本剧改编自刘同的同名小说，由李光洁、费启鸣、孙千、辛云来、徐婕、张植绿领衔主演，爱奇艺于2019年9月9日首播。

## 播出时间
| 频道         | 所在地   | 播出日期     | 播出时间                                                      | 备注 |
| ------------ | -------- | ------------ | ------------------------------------------------------------- | ---- |
| 爱奇艺       | 中国大陆 | 2019年9月9日 | VIP周一至周三20：00更新最新劇集 非VIP隔周周一至周三20：00更新 |      |
| 愛奇藝台灣站 | 臺灣     | 2019年9月9日 | VIP周一至周三20：00更新最新劇集 非VIP隔周周一至周三20：00更新 |      |

## 剧情简介
本剧讲述了渐入中年的郝回归偶然穿越回到过去，发现竟成了17岁时自己（名为刘大志）的班主任，郝回归帮助刘大志成长、同时也是弥补自己少时遗憾的故事。

## 演员列表

### 主要演员
| 演員                          | 角色                | 介紹 |
| 李光洁                        | 郝回归 (成年刘大志) | 三十七歲的大學老師，充滿理想、熱情、正義與擔當，希望能夠盡自己最大的努力，希望能盡自己的最大努力，讓每個學生找到自己的方向，而他的生活總是充滿了意外。                                                                   |
| 费启鸣                        | 刘大志              | 十七歲的熱血學生，熱血善良，有一點小聰明，雖然學習成績不夠好，但是為人仗義、樂觀開朗，為友情赴湯蹈火也在所不惜，是個在困境中倔強成長的樂天派男孩。                                                                       |
| 孙千                          | 王微笑              | 劉大志的暗戀對象，從小和父親一起生活，凡事不想麻煩任何人，外表強勢，不善於表達情感，但善解人意、心智成熟，其實在她波瀾不驚的笑容裡，也藏著少女應有的敏感與懵懂。                                                         |
| 佟丽娅                        | 王微笑(成年)        | |
| 辛云来                        | 陈桐                | 慢熱型高顏值的學霸，劉大志的死對頭，後與劉大志化敵為友。內斂含蓄、心性堅毅、堅守信念，不與現實妥協，不願隨波逐流，篤定對待自己心中正確的人與事。面對重重阻礙從理科班轉至文科班，希望靠自己的力量，獲得不一樣的優秀人生。 |
| 陈正飞 （页面存档备份，存于） | 陈桐(成年)          | 湘南市副局長 |
| 徐婕 （页面存档备份，存于）   | 丁珰                | 劉大志的表妹，是個自戀愛美、臉皮厚的熱血少女，性格大大咧咧、活潑可愛，每天都在自己的幻想和惆悵中度過。 |
| 马吟吟 （页面存档备份，存于） | 丁珰(成年)          | 陳小武的老婆。 |
| 张植绿 （页面存档备份，存于） | 陈小武              | 劉大志的死黨，喜歡丁璫。因為出身窮苦人家，比同齡人更懂生活的艱辛和不易。老實憨厚、心思細膩、刻苦又勇敢，一直在奮鬥的路上砥礪前行，也心甘情願做好朋友的陪襯。                                                             |
| 孫岩 （页面存档备份，存于）   | 陳小武(成年)        | 丁璫的老公。湘南市最大農貿市場老闆 |

### 其他演员
| 演員                          | 角色              | 介紹 |
| 张正                          | 王良              | 劉大志的同學。身材壮硕                                                                                   |
| 王新宇                        | 王良(成年)        | |
| 于天奇 （页面存档备份，存于） | 彭军              | 劉大志的同學。酷爱武侠小说                                                                               |
| 李程远                        | 彭军(成年)        | |
| 赵文龙                        | 郑伟              | 理科第二，喜歡王微笑。                                                                                   |
| 叶祖新                        | 郑伟(成年)        | 教育集團的校長                                                                                           |
| 李羽桐 （页面存档备份，存于） | 徐嬌              | 劉大志的同學。班級學習委員                                                                               |
| 周芸                          | 徐嬌(成年)        | |
| 左蒙玲                        | 徐嬌媽媽          | |
| 徐櫻洛 （页面存档备份，存于） | 馮美麗            | 劉大志的同學。英語課代表，喜歡拿彩筆在課本上亂畫。                                                       |
| 于京田 （页面存档备份，存于） | 馮美麗(成年)      | |
| 閻紅霞                        | 馮美麗媽媽        | |
| 刘涛                          | 刘建国            | 劉大志的父親。市医院医生，工作忙沒时间照顧家庭。                                                         |
| 方晓莉 （页面存档备份，存于） | 郝铁梅            | 劉大志的母親。财政局会计。                                                                               |
| 高子灃 （页面存档备份，存于） | 丁俊              | 郝紅梅的丈夫，丁璫的父親。                                                                               |
| 陈思斯 （页面存档备份，存于） | 郝红梅            | 郝鐵梅的妹妹，丁璫的母親，劉大志的小姨。                                                                 |
| 徐晓璐 （页面存档备份，存于） | 陈程              | 暱稱：程兒，陳家的養女，親生父母是陳桐的爸的同事，陳桐的養姐，22集帶外國男友去家裡，23集結婚。           |
| 麻駿 （页面存档备份，存于）   | 陳志軍            | 陳程和陳桐的父親。                                                                                       |
| 傅迦 （页面存档备份，存于）   | 王大錢            | 王微笑的父親。                                                                                           |
| 李祥祥                        | 王帅              | 小花表哥。喜歡王微笑。原先是小混混，后和刘大志成为了好朋友                                               |
| 常海波 （页面存档备份，存于） | 何世福            | 年級主任，拿自己的錢去資助各種貧困生去學習，馬立鵬就是一個例子。                                         |
| 姚清仁 （页面存档备份，存于） | 武卫国            | 體育老師，miss 楊的終極追求者。                                                                          |
| 吴佳尼 （页面存档备份，存于） | miss 楊           | 英語老師，有過留學經驗。對一起來報到的郝回歸有意思。                                                     |
| 郭子歆 （页面存档备份，存于） | 石磊              | 理科班的班主任。                                                                                         |
| 譚鹽鹽 （页面存档备份，存于） | 小花              | 王帥表妹。在表哥的店賣磁帶。音像店服务员                                                                 |
| 周德華 （页面存档备份，存于） | 周安定            | 照相館老闆，是1998年時代的人，曾遇過未來的人，有本子記截未來的事。一場竊賊入室引起火災導致腦溢血神智不清 |
|                               | 馬立鵬            | 家裡是屬於農村里的貧困戶。                                                                               |
| 朱丹                          | 譚曉婉            | 節目主持人，大志媽好友。很疼愛劉大志                                                                     |
| 徐怀钰                        | 徐怀钰            | 演唱会歌星                                                                                               |
| 林雨樂                        | 羅德華            | 校运动员，校草。跳高選手                                                                                 |
| 肖潔                          | 李文靜            | 學姐，羅德華女友                                                                                         |
| 云天飞                        | 刘占龙            | 郑伟的小跟班                                                                                             |
| 童彤                          | 程淑萍            | 陈桐妈妈                                                                                                 |
| 葛四 （页面存档备份，存于）   | 陈守财            | 陈小武爸爸                                                                                               |
| 方龄 （页面存档备份，存于）   | 新娘              | 郝回歸花錢請來假結婚的新娘。                                                                             |
| 乔炜轩                        | 李小龍            | 游戏狂，人称“城北小霸王”                                                                                 |
| 李响                          | 婚礼主持人 / 保安 | |

## 各集標題
| 集數 | 標題                                         |
| 1    | 遇見17歲的自己                               |
| 2    | 有些再見就是永別                             |
| 3    | 我想留在1998年的夢裡                         |
| 4    | 逃回1998年居然還要相親                       |
| 5    | 你還記得自己最初的夢想嗎                     |
| 6    | 逃避就永遠是輸家                             |
| 7    | 我想爸爸了                                   |
| 8    | 現在與過去的和解                             |
| 9    | 歷史是無法被改變的                           |
| 10   | 咱們的爸爸是個好爸爸                         |
| 11   | 我想保護你啊，我的17歲                       |
| 12   | 如果人生沒有那麼多遺憾就好了                 |
| 13   | 曙光與裂痕                                   |
| 14   | 真誠，是一個人最厲害的武器                   |
| 15   | 青春，就是哪怕前面一場暴雨，也想盡興的淋一場 |
| 16   | 如果要告別，請留下自己最好的樣子             |
| 17   | 因為在乎所以爭吵                             |
| 18   | 最愛你的人早就看透你                         |
| 19   | 敢吵架就要有敢和好的勇氣                     |
| 20   | 我不是傻，我只是願意為你犯傻                 |
| 21   | 凡是一旦越界就是誤區                         |
| 22   | 心裡只要有火光就能點燃一群人                 |
| 23   | 爸爸會一直愛你，就像你從未嫁給別人一樣       |
| 24   | 很多父愛，只能用行動來表達                   |
| 25   | 一個人丟臉是丟臉，兩個人一起丟臉是無所畏?    |
| 26   | 是青春裡的那些傻事才讓青春更完整啊           |
| 27   | 假告白之後隱藏的真歉意                       |
| 28   | 分別最大的遺憾就是不能好好說再見             |
| 29   | 比起認識一個新朋友，我更不想失去你           |
| 30   | 我在乎你的感受勝過于在乎自己                 |
| 31   | 無論多少人瞧不起你，你都不能瞧不起自己       |
| 32   | 我的青春裡，不缺正確的事，但缺有意義的事     |
| 33   | 我想保護你啊，我的同桌                       |
| 34   | 我和“我”，都長大了                           |
| 35   | 原來我曾那麼認真的喜歡過一個人               |
| 36   | 再見，我會在未來等你們                       |

## 电视原声专辑
| 曲序 | 曲目                                        |               | 作曲       | 演唱           |
| ---- | ------------------------------------------- | ------------- | ---------- | -------------- |
| 1.   | 《嘿，你还好吗》（人生主题曲）              | 劉同          | 楊炅翰     | 钟汉良         |
| 2.   | 《笃定》（爱情主题曲）                      | 楊炅翰        | 楊炅翰     | 楊炅翰         |
| 3.   | 《避难所/Sanctuary》 （英文）（暗恋主题曲） | 卡卡          | 楊炅翰     | 周深           |
| 4.   | 《闪耀的日子》（友情主题曲）                | 劉同          | 楊炅翰     | 焦迈奇         |
| 5.   | 《正因为是我们》（甜蜜主题曲）              | 趙貝爾        | 趙貝爾     | 廉書宇、趙貝爾 |
| 6.   | 《天啊》（告白主题曲）                      | 郭棟楠/楊炅翰 | 楊炅翰     | 李祥祥         |
| 7.   | 《刘大志的歌》（17岁主题曲）                | 費啟鳴        | 楊炅翰     | 費啟鳴         |
| 8.   | 《大大的梦》（成长主题曲）                  | 楊炅翰        | 楊炅翰     | 王啸坤         |
| 9.   | 《青春大概》（青春主题曲）                  | 彭錞          | 徐鳴澗     | 王上           |
| 10.  | 《闪着泪光的决定》（勇气主题曲）            | 許常德        | 岡本真夜   | 孙千           |
| 11.  | 《我在未来等你》（未来主题曲）              | 劉同          | 好妹妹乐队 | 好妹妹乐队     |